# The Intern
The Intern (bra: Um Senhor Estagiário; prt: O Estagiário) é um filme estado-unidense realizado por Nancy Meyers, estrelando Robert De Niro e Anne Hathaway. A Warner Bros. Pictures foi responsável por distribuir o filme nos Estados Unidos, Canadá, Brasil e outros países. Nos Estados Unidos o filme foi lançado em 25 de setembro de 2015.

## Elenco
- Robert De Niro como Ben Whittaker
- Anne Hathaway como Jules Ostin[5]
- Rene Russo como Fiona
- Adam DeVine como Jason
- JoJo Kushner como Paige
- Reid Scott
- Zack Pearlman[6]
- Andrew Rannells
- Anders Holm
- Nat Wolff
- Linda Lavin
- Molly Bernard como Samantha
- Christina Schere como Mia
- Christine Evangelista como Mia

## Produção
A Paramount Pictures originalmente definiu o filme. O filme tinha planeado Tina Fey e Michael Caine para os papéis principais. Por causa do orçamento, Meyers decidiu procurar outros estúdios, que foi capaz de negociar com ambos os atores. Quando o filme foi entregue a Warner Bros., Fey foi substituída por Reese Witherspoon como a estrela. No entanto ela teve que deixar o filme em 15 de janeiro de 2014, devido a conflitos de agenda. Em 7 de fevereiro, Anne Hathaway esteve em negociações finais para substituir Witherspoon para o papel principal do filme. Stephen Goldblatt foi o responsável pela direção de fotografia. Em 23 de junho, Zack Pearlman se juntou ao elenco do filme.

## Filmagens
As filmagens começaram em 23 de junho de 2014 em Brooklyn, na cidade de Nova Iorque, onde De Niro foi visto filmando.